# Lanišće
Lanišće (em italiano:  Lanischie) é um município da Croácia, situado no condado da Ístria. Tem 145,33 km² de área e sua população em 2011 foi estimada em 329 habitantes.